# 배수정
소피야 배수정(Sophia Pae, Sophiya 1985년 1월 18일 ~ )은 영국출신의 싱어송라이터이다. 영어 이름은 Sophia Pae이며 가수 활동 이름은 소피야 Sophiya이다.
2012년 MBC 《스타 오디션 위대한 탄생 2》에 참가하여 준우승하였다.

## 음반 목록

### 싱글
- 2015.07.22 사랑할거예요
- 2015.09.08 비트하우스 라이브 #1 (수록곡: 1.사랑할거예요, 2.아름다운 이별)
- 2015.11.13 Tell me why (with 나윤권)
- 2016.06.21 Over You
- 2017.05.31 Overlap
- 2017.07.12 Therapy
- 2017.12.10 For The Record
- 2018.02.23 FYRE
- 2018.05.18 Let's Get Lost (feat. DAWN) (Prod. Distract)
- 2019.08.23 Little Things
- 2020.01.14 Ripple

### 참여 음반
- 2014.10.01 명탐정 코난 12기 주제가 `Try Again`
- 2016.04.07 제자리 걸음(굿바이 미스터 블랙 OST)
- 2016.07.30  쉼표(Summer Picnic) 끝에서 두번째 사랑 OST
- 2017.01.10 나를 위해(불야성 OST)
- 2017.05.24 스페이스 카우보이 - Healer (Feat. Sophiya)
- 2018.02.23 TRAX, LIP2SHOT - Notorious (Feat. Sophiya)
- 2018.03.23 KUURO - Afraid Of Dark (Feat. Sophiya)
- 2018.10.03 Babylon - Sincerity (Feat. Sophiya)

### 작사-작곡 참여곡
- 2014.09.11 김보경 - Memories (작사,작곡)
- 2014.12.10 에릭남 - 녹여줘 (작사)
- 2015.03.30 미쓰에이 - Stuck (작곡)
- 2015.04.10 디아크 - 빛 (작사,작곡)
- 2015.06.05 Alaha Meiri - 21 Anthem (작곡)
- 2015.09.16 Alaha Meiri - Crave (작곡)
- 2015.06.22 씨스타 - Good Time (작곡)
- 2015.10.20 트와이스 - 미쳤나봐 (작곡)
- 2015.12.16 Flower - Imagination (작곡)
- 2016.03.24 에릭남 - Stop The Rain (작사)
- 2016.07.28 다희(DAHEE) - 어떻게 (작곡)
- 2016.08.05 소녀시대 - 그 여름 (0805) (작곡)
- 2016.09.23 바다, 려욱 - Cosmic (작곡)
- 2016.12.15 시오노야 사야카 - 魔法 / Mahou (작곡)
- 2017.01.17 서현 - 혼자 하는 사랑 (Lonely Love) (작곡)
- 2017.03.21 프리스틴 - WEE WOO (작사)
- 2017.04.04 쿠라키 마이 - Open Love,My Way (작곡)
- 2017.04.26 팀 - STRANGERS (작사), Quiet Moments (작사)
- 2017.03.06 여자친구 - 봄비 (Rain In The Spring Time) (작곡)
- 2017.06.14 티아라 - Reload, Lullaby (JIYEON SOLO) (작곡)
- 2017.06.26 에이핑크 - Eyes (작곡)
- 2017.11.30 프로미스나인 - 유리구두 (작곡)
- 2018.01.04 크리샤 츄 - Sunset Dream (작곡,작사)
- 2018.01.20 THE UNI+ G 블루밍 - Always (작곡)
- 2018.02.20 보아 - ONE SHOT, TWO SHOT (작곡)
- 2018.03.14 NCT DREAM - GO (작곡)
- 2018.04.30 여자친구 - Bye (작곡)
- 2018.06.28 ELRIS - Summer Dream (작곡)
- 2018.08.20 이달의 소녀 - favOriTe (공동작곡)
- 2018.11.05 트와이스 - SAY YOU LOVE ME (작사,작곡)
- 2019.09.23 트와이스 - 21:29 (작곡)

### Backing Vocal
- 2015.05.12 보아 - Smash
- 2017.09.13 김이지 - 너에게(맨홀 OST Part.6)
- 2019.12.11 보아 - Butterfly
- 2019.12.11 보아 - I Don’t Mind

## 수상
- 2023년 《써클차트 뮤직 어워즈》 코러스 부문 올해의 실연자상